# Битва при Усагре
В битве при Усагре 25 мая 1811 года англо-союзная кавалерия под командованием генерал-майора Уильяма Ламли разгромила французскую кавалерийскую армию во главе с генерал-майором Мари Виктором Латур-Мобуром в деревне Усагре во время Пиренейской войны, являющейся частью наполеоновских войн.

## Предыстория
Через неделю после исключительно кровопролитной битвы при Ла-Альбуэра маршал Никола Сульт послал кавалерию Латур-Мобура для разведки позиций союзной армии маршала Уильяма Карра Бересфорда. 25 мая французская кавалерия натолкнулась на линию португальских кавалеристов на хребте позади деревни Усагре. Ламли разместил большую часть своих сил за хребтом, вне поля зрения французов.

## Силы сторон
В состав войск Ламли входила бригада полковника Джорджа де Грея (3-й гвардейский драгунский и 4-й драгунский полки), 13-й лёгкий драгунский полк под командованием подполковника Джозефа Мутера, португальская кавалерия под командованием полковника Лофтуса Уильяма Отуэя (1-й и 7-й драгунские полки и части 5-го и 8-го полков) и немного испанской конницы во главе с Пенне Виллемуром. Всего у союзников было 980 британских, 1000 португальских и 300 испанских солдат, а также Королевская конная артиллерия под командованием Лефевра.
Латур-Мобур возглавлял две бригады драгунов под командованием бригадного генерала Брона (4-й, 20-й и 26-й драгунские полки) и бригадного генерала Жозефа Бувье дез Эклаза (14-й, 17-й и 27-й драгун). Он послал четыре полка лёгкой кавалерии под командованием бригадного генерала Бриша в широком фланговом манёвре. У французов было около 3,5 тыс. всадников. Уверенный в своем численном превосходстве, Латур-Мобур шёл вперёд.

## Битва
Ламли проигнорировал фланговые отряды французов, потому что знал, что они не успеют подойти вовремя. Он позволил 4-й и 20-й драгунским полкам бригады Брона пройти через Усагре, пересечь мост и построиться на другой стороне. Когда мост начал пересекать 26-й драгунский полк, Ламли атаковал. Он послал шесть британских эскадронов при поддержке шести португальских против двух развёрнутых французских полков.
Французские всадники были разбиты и отброшены к 26-му драгунскому, которые были зажаты на мосту. Британская кавалерия окружила французов, а путь к отступлению был заблокирован, и французские драгуны были буквально изрублены на куски. Латур-Мобур приказал спешиться первому полку бригады Бувье де Эклата и удерживать дома возле моста. Наконец, остатки полков Брона пробились обратно, прикрываемые огнём из деревни.

## Итог
Французы потеряли 250 убитыми и ранеными, 78 человек попали в плен, в основном из 4-го и 20-го драгунских полков. Британцы потеряли только 20 солдат убитыми и ранеными.